# Bruno Ganz
Bruno Ganz (Zürich, 22 maart 1941 – Wädenswil, 16 februari 2019) was een Zwitsers acteur.

## Biografie
Ganz' vader kwam uit Zwitserland en zijn moeder uit het noorden van Italië. Vanaf de tijd dat hij naar de universiteit ging besloot hij acteur te worden. Hij had een aantal theatersuccessen, totdat hij in 1960, op 19-jarige leeftijd, zijn eerste filmrol speelde in Der Herr mit der schwarzen Melone. Ondanks de steun die Ganz kreeg van acteur Gustav Knuth in die film, was zijn optreden niet succesvol. Daarna had hij in een aantal toneelstukken zoveel succes dat het Duitse tijdschrift Theater heute Ganz uitriep tot 'Schauspieler des Jahres' (Acteur van het jaar). Vervolgens speelde hij in Faust van regisseur Peter Stein.
Ganz' doorbraak in de filmindustrie kwam met de film Sommergäste uit 1976. Hij speelde een aantal grote rollen in diverse Europese en Amerikaanse producties. Hij werkte met de regisseurs Werner Herzog, Wim Wenders, Éric Rohmer en Francis Ford Coppola. In 1979 speelde hij samen met Klaus Kinski in Nosferatu: Phantom der Nacht. Zijn optreden als Adolf Hitler in de film Der Untergang uit 2004 werd vaak geprezen. Berucht is de scène waarin Hitler in de bunker zijn generaals uitscheldt. Bruno Ganz gaf toe soms enkele seconden sympathie te kunnen voelen voor Hitler en sommigen vreesden dat de film neonazi's zou kunnen inspireren. Anderen vonden het een hele prestatie om het einde van Hitlers leven en de slag om Berlijn zo realistisch in beeld te brengen.
Ganz trouwde in 1965 met Sabine. Zij kregen in 1972 een zoon, Daniël. Later leefde hij langdurig samen met de Berlijnse fotografe Ruth Walz. Ganz woonde in Zürich en deels ook in Venetië, alsmede Berlijn.

## Prijzen
- 1973 Schauspieler des Jahres
- 1979 Deutscher Darstellerpreis ("Chaplin-Schuh")
- 1991 Hans-Reinhart-Ring der Schweizerischen Gesellschaft f. Theaterkultur
- 1996 Iffland-Ring
- 2000 Schweizer Filmpreis
- 2000 David di Donatello
- 2001 Theaterpreis Berlin
- 2001 Berliner Filmpreis
- 2005 Deutscher Filmpreis – beste mannelijke hoofdrol
- 2010 European Film Award: carrièreprijs acteur
- 2017 Deutscher Filmpreis – beste mannelijke hoofdrol
- 2000 ridder in de Ordre des Arts et des Lettres

## Filmografie
- A Hidden Life (2019)
- The House That Jack Built (2018)
- The Party (2017)
- Remember (2015)
- Kraftidioten (2014)
- The Counselor (2013)
- Night Train to Lisbon (2013)
- Unknown (2011)
- Der Baader Meinhof Komplex (2008)
- The Reader (2008)
- Youth Without Youth (2007)
- Baruto no Gakuen (2006)
- Have No Fear: The Life of Pope John Paul II (2005)
- Der Untergang - Hitler und das Ende des Dritten Reichs (2004)
- The Manchurian Candidate (2004)
- Luther (2003)
- Behind Me (2002)
- Epsteins Nacht (2002)
- Johann Wolfgang von Goethe: Faust (2001; tv)
- Pane e tulipani (2000)
- Mia aioniotita kai mia mera (1998)
- Saint-Ex (1997)
- L'Absence (1994)
- In weiter Ferne, so nah! (1993)
- Brandnacht (1992)
- The Last Days of Chez Nous (1992)
- La Domenica specialmente (1991)
- Erfolg (1991)
- Strapless (1989)
- Der Himmel über Berlin (Wings of Desire) (1987)
- De ijssalon (1985)
- Krieg und Frieden (1983)
- Die Fälschung (1981)
- La Dame aux camélias (1980)
- Der Erfinder (1980)
- 5% de risques (1980)
- Retour à la bien-aimée (1979)
- Nosferatu: Phantom der Nacht (1979)
- The Boys from Brazil (1978)
- Messer im Kopf (1978)
- Die Linkshändige Frau (1977)
- Der amerikanische Freund (1977)
- Die Wildente (1976)
- Die Marquise von O... (1976)
- Lumière (1976)
- Sommergäste (1976)
- Chikita, 1961
- Der Herr mit der schwarzen Melone (1960)

- Bibsys: 90911890
- Biblioteca Nacional de España: XX950704
- Bibliothèque nationale de France: cb13894283v (data)
- Catàleg d'autoritats de noms i títols de Catalunya: 981058512691306706
- CiNii: DA08457440
- Gemeinsame Normdatei: 122265939
- International Standard Name Identifier: 0000 0001 1576 6840
- Library of Congress Control Number: n92046447
- Nationale Bibliotheek van Letland: 000223475
- MusicBrainz: c4bd7519-d921-456c-8ec0-cdb56da0379f
- Nationale Bibliotheek van Tsjechië: xx0032389
- Nationale bibliotheek van Australië: 35774923
- Nationale Bibliotheek van Israël: 987007428872005171
- Nationale Bibliotheek van Polen: a0000001880435
- Nederlandse Thesaurus van Auteursnamen: 073117978
- Istituto Centrale per il Catalogo Unico: RAVV089680
- Système universitaire de documentation: 052448975
- Theaterlexikon der Schweiz: Bruno_Ganz
- Trove: 1081527
- Virtual International Authority File: 85499663
- WorldCat: E39PBJwD4c4Y48BC8CjYw7cHG3